# Family Plot, la trama
Family Plot, la trama (títol original Family Plot) és una pel·lícula estatunidenca de 1976 dirigida per Alfred Hitchcock, basada en la novel·la The Rainbird Pattern de Victor Canning.
Barbara Harris va estar nominada al Globus d'Or a la millor actriu musical o còmica pel seu paper de Blanche.
Es tracta de l'última pel·lícula que va rodar el director anglès, que va morir quatre anys més tard.

## Argument
Blanche Tyler, una falsa espiritista que fa petites feines per guanyar-se la vida, i el seu xicot George Lumley, un taxista estafador, intenten localitzar el nebot de Julia Rainbird, una rica anciana clienta de Blanche que ofereix una quantiosa recompensa a canvi de trobar el seu hereu.
Arthur Adamson, el fill de la difunta germana de Julia, és un important joier de San Francisco que amaga un passat secret i esborronador, ja que aparentment va assassinar els seus pares adoptius i va fingir la seva pròpia mort. Fran, la seva xicota, l'ha ajudat a segrestar diversos milionaris a canvi del pagament del rescat: una gemma, que posteriorment amaguen a la seva làmpada d'aranya.
Quan Arthur s'assabenta que Blanche i George l'estan cercant, sospita del pitjor i acaba posant les seves vides en perill.

## Repartiment
- Barbara Harris: Blanche Tyler
- Bruce Dern: George Lumley
- William Devane: Arthur Adamson / Edward Shoebridge
- Karen Black: Fran
- Ed Lauter: Joseph P. Maloney
- Cathleen Nesbitt: Julia Rainbird
- Katherine Helmond: Sra. Maloney
- Warren J. Kemmerling: Grandison
- Edith Atwater: Sra. Clay
- William Prince: bisbe Wood
- Nicholas Colasanto: Constantine
- Alexander Lockwood: clergue al funeral